# LATAM 에콰도르
LATAM 에콰도르(영어: LATAM Ecuador)는 에콰도르의 항공사로 총 11개 노선을 취항하고 있다. 본사는 에콰도르 키토 위치해 있으며 2002년에 설립했다. 또한 사용하고 있는 허브 공항으로 마리스칼 수크레 국제공항, 호세 호아킨데 올메도 국제공항, 미타드 델 문도 국제공항, 마리스칼 라마 국제공항이 있다.

## 운항 노선
- 2012년 7월 기준으로 LATAM 에콰도르는 다음과 같은 노선을 운항하고 있다.

## 보유 기종
- 2012년 4월 기준으로 LATAM 에콰도르는 다음과 같은 기종을 보유하고 있으며 현재 보유하는 기종은 LATAM 칠레에서 운항하고 있다.[2]

## 사진

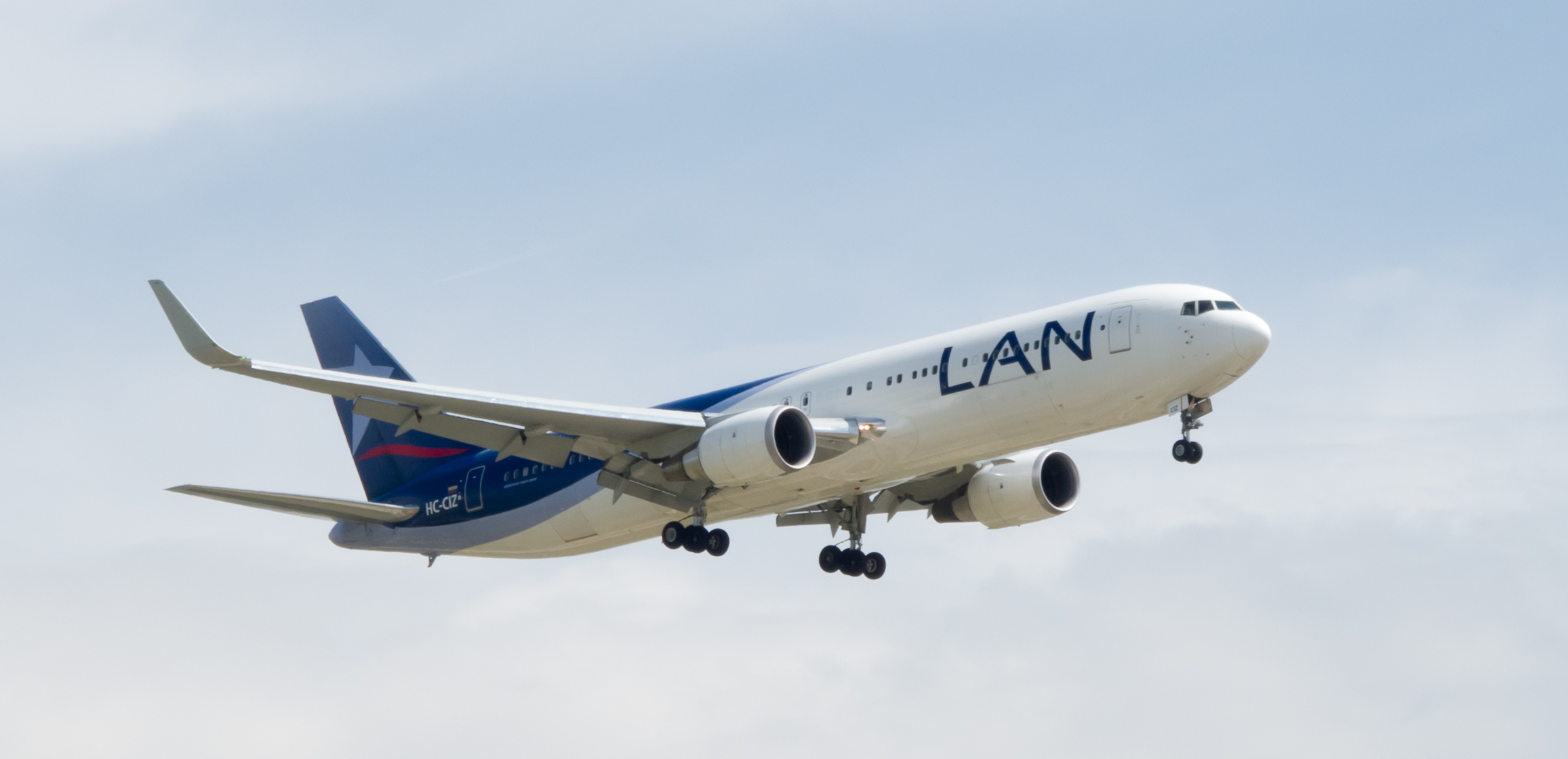
LATAM 에콰도르의 보잉 767-300ER
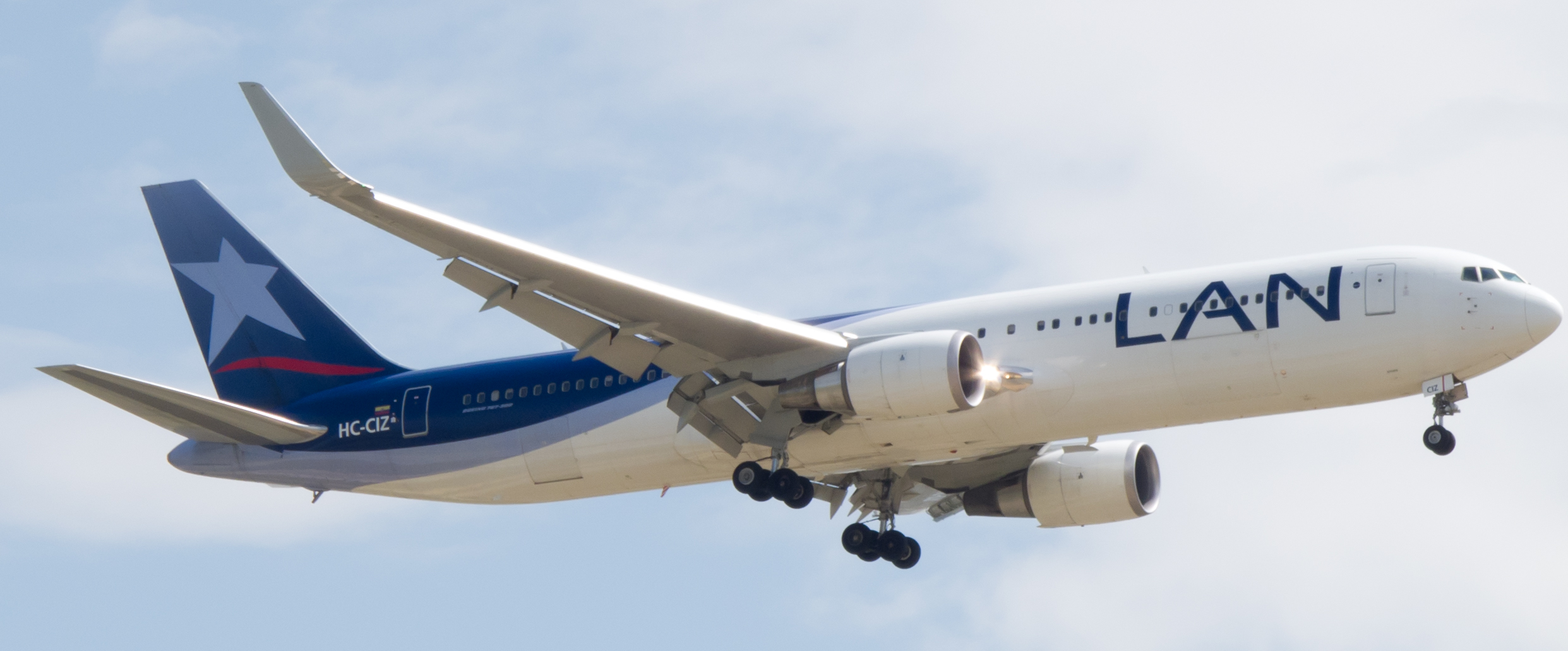
LATAM 에콰도르의 보잉 767-300ER
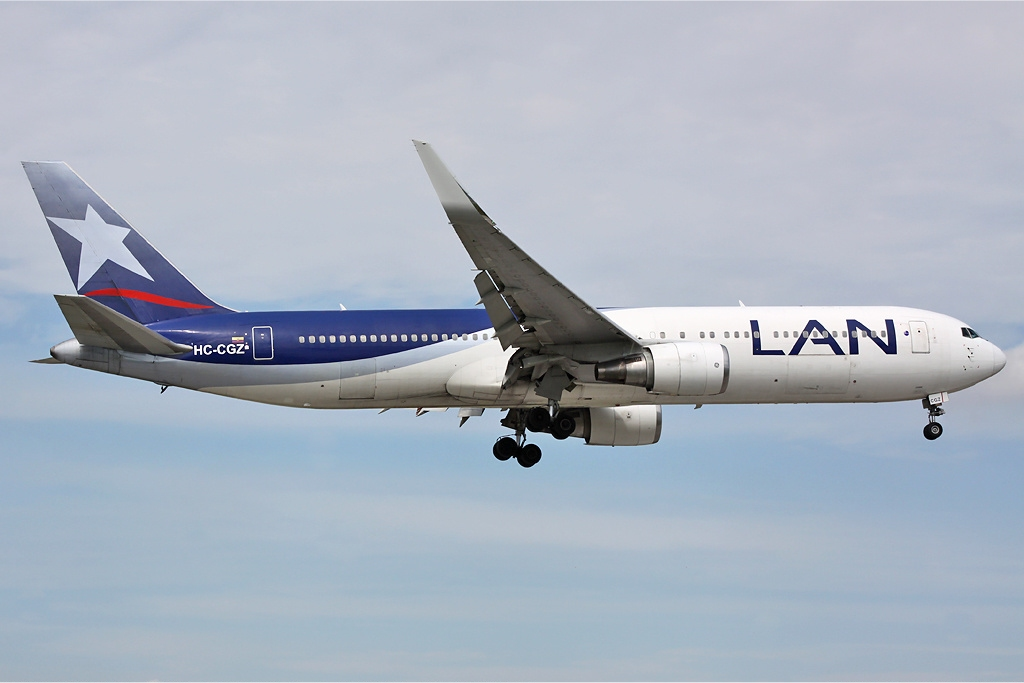
LATAM 에콰도르의 보잉 767-300ER